# Bangor (Nowy Jork)
Bangor – miasto w Stanach Zjednoczonych, w stanie Nowy Jork, w hrabstwie Franklin.